# Mola hidatiforme
Mola hidatiforme (do grego-latino molar, massa e hydatisiaforme, aquosa) é um distúrbio da gravidez em que a placenta e o feto não se desenvolvem adequadamente. As células do embrião formam sacos de líquidos. Também pode ser chamado de tumor trofoblástico gestacional.

## Classificação
- Total: Toda placenta e embrião se desenvolvem anormalmente.
- Parcial: Apenas parte da placenta e embrião se desenvolvem anormalmente.

## Causa
É causado por um desequilíbrio genético que pode ocorrer quando um óvulo é fecundado por dois espermatozoides ou quando o óvulo não tinha material genético suficiente (23 pares de cromossomos em humanos).
É um tumor usualmente benigno invulgar que se desenvolve a partir de tecido placentário em fases precoces de uma gravidez em que o embrião não se desenvolve normalmente. A mola hidatiforme, se assemelha a um punhado de pequenos bagos de uva, é causada por uma degeneração das vilosidades coriônicas (projecções minúsculas e irregulares penetrando no útero no período de fixação). Em 2-3% dos casos, penetra excessivamente e sem controle, tornando-se um tumor maligno, que passa a classificar-se como coriocarcinoma.

## Sinais e sintomas
Entre os possíveis sintomas estão:
- Perdas sanguíneas vaginais indolores;
- Enjoos e vômitos matinais excessivos;
- Pressão sanguínea elevada;
- Arritmia cardíaca;
- Proteinúria (proteínas na urina);
- Desconforto na pélvis.

## Diagnóstico
O sangramento no quarto ou quinto mês indica a complicação, e o útero e ovários costumam estar visivelmente maiores que o esperado para esse mês. Os tumores hidatiformes são visíveis numa ecografia ou ultrassom. As análises de sangue e de urina detectam níveis excessivos de gonadotrofina coriônica humana produzidas pelo tumor. Pode estar associado a sintomas de hipertireoidismo.

## Prevalência
A mola hidatiforme é a forma mais comum de tumor trofoblástico. Nos países desenvolvidos, ocorre em cerca de uma em cada 1500 gravidezes. A incidência é muito mais elevada em alguns países em desenvolvimento. Em cerca de 3% das gravidezes afetadas, o tumor transforma-se em coriocarcinoma, um tumor maligno que pode invadir as paredes do útero se não for tratado e espalhar para outros órgãos.
O risco é maior após os 35 anos e em mulheres com histórico de outras gravidezes mal sucedidas. Também está associado a uma dieta pobre em vitamina A.

## Tratamento
O tumor pode ser removido quer por sucção do conteúdo do útero, quer por raspagem, podendo ser necessário, por vezes, recorrer ao tratamento por quimioterapia para eliminação total do tumor.
O mais importante é que, assim que for diagnosticada a Doença Trofoblástica Gestacional, a mulher procure um centro de referencia, onde lá terá um tratamento especializado e a cura. 

## Prognóstico
Em 80% dos casos a recuperação é completa e sem complicações, nem re-incidências e permitindo nova gravidez saudável. Mesmo sem tratamento é possível que o corpo reabsorva ou elimine as células anormais.
Existe 2 a 3% de chance que uma mola hidatiforme se transforme em um tumor maligno por este motivo, devem efectuar-se análises regulares para verificar os níveis de gonadotrofina coriônica humana no sangue e na urina. O tratamento é feito com quimioterapia e tem baixo nível de reincidência. As mulheres que tenham tido uma mola hidatiforme numa gravidez não devem voltar a engravidar até que os seus níveis de gonadotrofina coriônica humana se mantenham normais, o que demora de seis meses a um ano. Uma em cada 75 gravidezes futuras corre o risco de ser novamente afectada. Algumas mulheres que não querem mais ter filhos podem remover o útero para evitar complicações como metástase do coriocarcinoma. 

## Mola Hidatiforme Parcial
A doença trofoblástica gestacional (DTG) constitui um grupo heterogêneo de patologias do trofoblasto com diferentes potenciais de invasão local e a distância, que, de modo geral, acometem mulheres em idade reprodutiva. Uma das formas de apresentação da DTG é a mola hidatiforme parcial (MHP), cuja provável causa é a fertilização de um oócito normal por dois espermatozoides, resultando em cariótipo triplóide (69,XXY ou 69,XXX).
Com a avaliação histopatológica, é possível caracterizar a DTG como MHP pela presença de hemácias fetais e âmnio, ausentes na forma completa, bem como pela limitação da invasão trofoblástica e do edema vilositário, que são difusos nas outras formas de apresentação. Além disso, com certa freqüência, observa-se a presença de feto em meio ao tecido molar.
A apresentação clínica da MHP não difere muito das outras formas da DTG. O principal sinal é a presença de sangramento vaginal no primeiro trimestre, associado, dentre outros, a matriz uterina aumentada em relação à idade gestacional, náuseas e vômitos, cistos teca-luteínicos vistos à ultra-sonografia e, pouco freqüentes, sinais de toxemia gravídica precoce, como hipertensão, edema e proteinúria. Os quadros hipertensivos associados à DTG, apesar de descrições clássicas, não são freqüentes na literatura e revisões recentes dos últimos anos mostram poucos casos de eclâmpsia e DTG.